# Хеопс (космічний телескоп)
Хеопс (Cheops — англ. CHaracterising ExOPlanets Satellite) — космічна обсерваторія, призначена для вивчення екзопланет. Розроблена Європейським космічним агентством (ЄКА) за програмою Cosmic vision, запуск обсерваторії успішно здійснено 18 грудня 2019 року з космодрому Куру за допомогою ракети-носія Союз-2.
Мета місії — доставити оптичний телескоп системи Річі — Кретьєна з апертурою 32 см, встановлений на стандартній невеликій платформі для супутників, на сонячно-синхронну орбіту висотою 700 км. Розрахункова тривалість місії — 3,5 роки. Хеопс дослідить відомі транзитні екзопланети, які обертаються довкола яскравих і найближчих зір.

## Історія
Телескоп розроблено Європейським космічним агентством спільно з Космічним офісом Швейцарії, ХЕОПС був обраний у жовтні 2012 серед 26 проєктів як перша місія S-класу («мала») в межах програми фундаментальних досліджень Cosmic Vision. ЄКА відповідальне за будівництво та запуск телескопа. Розробкою телескопа керував Бернський університет у співпраці з іншими європейськими університетами. Головний керівник наукового інструмента — Віллі Бенц з Бернського університету. Після оголошення конкурсу, головним конструктором телескопа було обрано Airbus Defence and Space, Іспанія. Вартість місії була обмежена на рівні 50 мільйонів євро. Телескоп планувалося запустити наприкінці 2017 року.
У квітні 2017 року було визначено, що запуск здійснюватиметься ракетою-носієм Союз з космодрому Куру. Тоді очікувалося, що тестування телескопа буде завершено до кінця 2018 року, а його запуск планувався на першу половину 2019 року.
Наприкінці 2018 року компанія Arianespace узгодила запуск у період з 15 жовтня до 14 листопада 2019 року. 
Телескоп було доставлено на космодром 16 жовтня 2019 року.
10 грудня 2019 року видано пресреліз із запланованою датою старту 17 грудня. 
На орбіту телескоп було виведено 18 грудня 2019 року.

## Мета місії
Головною метою місії є дослідження планет із масами в межах від Венери до Нептуна у сусідніх із Сонячною системою зір величиною до 12m. Головним завданням є не стільки пошук нових планет, скільки детальне дослідження вже відомих. Для цього буде обрано планети, знайдені наземними проєктами, такими як SuperWASP і HATNet. На основі досліджень Хеопса вчені будуть обирати планети для детального вивчення потужнішими телескопами, такими як майбутні Надзвичайно великий телескоп або «Джеймс Вебб». Передбачається, що місія триватиме 3,5 роки.

## Характеристика
Апарат вагою 280 кг (з паливом) і габаритами 1,5 метра між максимально віддаленими точками вивели на орбіту з космодрому Куру в Південній Америці за допомогою російської ракети Союз-СТ-А. CHEOPS належить до місій S-класу, тобто це — відносно недорогий малий науковий апарат. Вартість проєкту не вище 50 млн євро. 
Сам космічний апарат важить близько 58 кг. Головним науковим інструментом «Хеопса» є оптичний телескоп системи Річі — Кретьєна з діаметром дзеркала 32 см. Хвильовий діапазон інструменту — 400-1100 нм.
Зонд працюватиме на сонячно-синхронній орбіті заввишки близько 700 км. Телескоп матиме сонячні панелі, які будуть частиною захисного щита від Сонця. Панелі генеруватимуть 60 Вт електроенергії для роботи інструментів і забезпечать передачу даних зі швидкістю 1.2 Гб/день.